# اموپو ایلونگا
اموپو ایلونگا (انگلیسی: Mwepu Ilunga; ۲۲ اوت ۱۹۴۹ – ۸ مهٔ ۲۰۱۵) بازیکن فوتبال اهل جمهوری دموکراتیک کنگو بود.
از باشگاه‌هایی که در آن بازی کرده‌است می‌توان به باشگاه فوتبال تی‌پی مازمبه اشاره کرد.
وی همچنین در تیم ملی فوتبال زئیر بازی کرده‌است.